# Makestosbrücke
Die Makestosbrücke oder Brücke von Sultançayır war eine römische Segmentbogenbrücke über den Fluss Makestos (Susurluk Çayı, auch Simav Çayı) in Balıkesir in der heutigen Nordwesttürkei. Das Bauwerk dokumentierte mit seinen flachen Bögen, schlanken Pfeiler und dem Hohlkammersystem die Fortschritte im spätantiken Brückenbau. Die 234 m lange Konstruktion war Anfang des 20. Jahrhunderts Gegenstand erster flüchtiger Untersuchungen, geriet aber seitdem in Vergessenheit; von der Brücke sind nur noch wenige Pfeiler mitsamt den Wellenbrechern erhalten. Der Rest ist in den letzten hundert Jahren komplett verfallen (so gesehen im Juni 2009).

## Erforschung
Die in der historischen Landschaft Mysien gelegene Brücke führt beim heutigen Sultançayır über den Makestos, wo sie in antiker Zeit der Verbindung zwischen den Orten Hadrianutherai (Balıkesir) und Miletopolis diente. Der Archäologe Theodor Wiegand fand das Bauwerk auf seinen Erkundungsreisen durch Mysien 1902 noch im ausgezeichneten Erhaltungszustand vor; einzig der vom östlichen Ufer aus vierte Pfeiler war 30 Jahre zuvor bei einem ebenso undurchdachten wie erfolglosen Versuch, den Fluss für größere Schiffe passierbar zu machen, einer Sprengung zum Opfer gefallen. Eine weitere Kurzbeschreibung findet sich beim englischen Archäologen Frederick William Hasluck, der zu jener Zeit auch die Region bereiste.

## Konstruktion

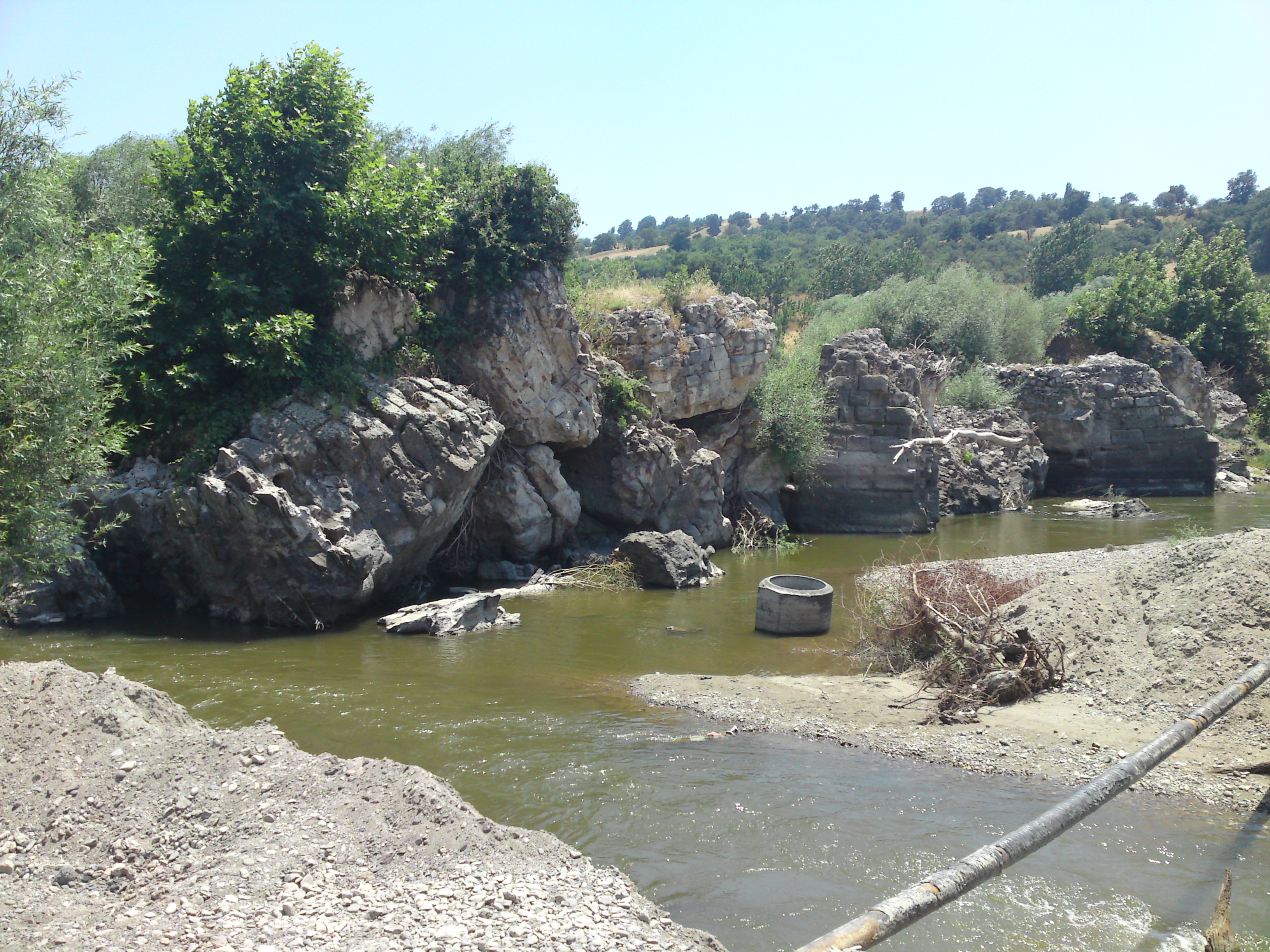
Reste der Makestosbrücke 2009

Die Makestosbrücke ist 6,35 m breit und ohne Anrampungen ungefähr 234 m lang. Die Achsweite ihrer dreizehn erhaltenen Segmentbögen beträgt jeweils ca. 17,80 m, die lichte Spannweite 14,20 m und die Pfeilerbreite lediglich 3,60 m. Die stromaufwärts mit dreieckigen Wellenbrechern verstärkten Pfeiler bieten der Strömung relativ wenig Angriffsfläche (Verhältnis von lichter Weite zu Pfeilerstärke von knapp 4:1). Die Stichhöhe von der Kämpferlinie bis zum Schlussstein liegt bei nur 4,30 m, die daraus resultierende Überspannung von 3,3 zu 1 reiht die Makestos-Brücke in das runde Dutzend bekannter Flachbogenbrücken aus der Römerzeit ein.
Im Inneren des Brückenkörpers sind Hohlkammern ausgespart, die der Materialersparnis und Gewichtsentlastung dienen; die Hohlräume sind 4,40 m breit, 2,05 m lang und liegen allesamt quer zur Längsachse der Brücke. Ähnliche Hohlkammerkonstruktionen finden sich auch bei anderen spätantiken Brücken in Kleinasien, wie z. B. der Aiseposbrücke, bei der die schmalen, schlitzartigen Kanäle allerdings in Fahrbahnrichtung zeigen.
An der Außenseite befinden sich paarweise bogenförmige Nischen in den Bogenzwickeln, zwischen denen stromabwärts in der Pfeilermitte zusätzlich eine doppelt so große Nische ihren Platz findet. Brückenverschalung und Strombrecher wurden mit sorgfältig behauenen Kalksteinblöcken errichtet.
Die äußeren Gewölbesteine bestehen aus einem Wechselverband von Ziegeln und Keilsteinquadern, während die innere Gewölbefläche laut Hasluck gänzlich aus Ziegeln aufgemauert wurden. Als weitere Materialien erwähnt Wiegand ohne nähere Angaben zum Verwendungszweck Marmor – vermutlich als Verkleidung – und Mörtel, der dem Aufmauern gedient haben muss, aber auch auf eine Füllung des Brückenkörpers mit römischem Beton hindeuten könnte. Antike Spolien wurden augenscheinlich nicht verbaut.

## Datierung
Der Gebrauch flacher Bögen aus Ziegeln und Stein legt nach Wiegand eine spätrömische bis frühbyzantinische Zeitstellung nahe. Hasluck datiert den Bau anhand der konstruktiven Parallelen mit den Brücken über die Nachbarflüsse Granikos (Weiße Brücke) und Aisepos (Aiseposbrücke) konkreter in die Ära Konstantins des Großen († 337 n. Chr.). Eine 300 m entfernte spätbyzantinische Höhenbefestigung belegt die Nutzung der Brücke bis mindestens Anfang des 14. Jahrhunderts.

## Nachweise
- Theodor Wiegand: Reisen in Mysien. In: Mitteilungen des Deutschen Archäologischen Instituts, Athenische Abteilung, Heft 29 (1904), S. 300 f. (254–339)

1. 1 2 3 4 5 6 7  Wiegand (1904), S. 300–301
2. 1 2 3 4  Wiegand (1904), Faltblatt (Anhang)
3. 1 2  Wiegand (1904), S. 300–301 (Faltblatt)
4. 1 2  Hasluck (1905/06), S. 188
5. ↑  Hasluck (1905/06), S. 185
6. ↑  Hasluck (1905/06), S. 189